# Arthur Evans
Sir Arthur John Evans (født 8. juli 1851, død 11. juli 1941) var en britisk arkæolog, kendt for sine udgravninger af Knossos på Kreta.
Arthur Evans studerede historie i Oxford og Göttingen og var senere korrespondent i Kroatien for Manchester Guardian. I 1883 arresteret og fængslet (nogle uger) for politiske aktiviteter i Dubrovnik.
Rejste i 1883 til Grækenland hvor han fascineredes af arkæologen Heinrich Schliemann og dennes beretninger om sine udgravninger i Mykene.
Efter flere års studier af et hieroglyfsegl med før-fønikiske skrifttegn konkluderede han, at der havde eksisteret en før-homerisk skrift, der måtte være opstået på Kreta.
Da han i 1893 rejste til Kreta lykkedes det ham at opkøbe området ved Knossos, hvor der tidligere var foretaget mindre udgravninger, fra den tyrkiske ejer.
Allerede ved sine første udgravninger fandt han brudstykker af en frise og lertavler med skrift, der bekræftede hans teori om en før-homerisk skrift.
Foretog i forbindelse med sine udgravninger en række omdiskuterede restaureringer af Knossos, men blev i 1911 videnskabeligt anerkendt, idet han blev udnævnt til professor i Oxford og adlet.
På baggrund af sine udgravninger af Knossos opstillede Evans en kronologisk oversigt over den minoiske kultur for perioden 4000 – 1000 f.Kr.
Det lykkedes aldrig for Evans at dechiffrere skriften (Linear A og Linear B) på de mange lertavler.